# Dreuil-lès-Amiens
Dreuil-lès-Amiens is een gemeente in het Franse departement Somme (regio Hauts-de-France) en telt 1476 inwoners (1999). De plaats maakt deel uit van het arrondissement Amiens. In de gemeente ligt spoorwegstation Dreuil-lès-Amiens.

## Geografie
De oppervlakte van Dreuil-lès-Amiens bedraagt 3,2 km², de bevolkingsdichtheid is 461,2 inwoners per km².
De onderstaande kaart toont de ligging van Dreuil-lès-Amiens met de belangrijkste infrastructuur en aangrenzende gemeenten.

## Demografie
Onderstaande figuur toont het verloop van het inwonertal (bron: INSEE-tellingen).